# Fernando Andina
Fernando Andina (Madrid, 22 maggio 1976) è un attore spagnolo, noto per aver interpretato il ruolo di Rodolfo Loygorri del Amo nella soap Sei sorelle (Seis hermanas).

## Biografia
Fernando Andina è nato il 22 maggio 1976 a Madrid (Spagna), fin da piccolo ha mostrato un'inclinazione per la recitazione.

## Carriera
Fernando Andina nel 1996 ha studiato arte drammatica negli Stati Uniti d'America e in Spagna. Nel 2000 ha ottenuto il suo primo ruolo importante quando è entrato a far parte del cast principale della serie giovanile della serie di Telecinco Al salida de clase, in cui ha recitato per circa due anni interpretando il ruolo di Matteo.
Dal 2002 al 2009 ha preso parte al cast della serie El comisario, con il ruolo di Lucas Aguilar. Ha avuto anche un ruolo nella terza stagione della serie Sin tetas no hay paraíso, dove ha interpretato il ruolo del dottor Pablo Santana, mentre nel 2010 ha preso parte al cast della serie Gavilanes, in cui ha dato vita al personaggio malvaggio Fernando Rivas.
Oltre alla televisione, ha realizzato film come El palo diretto da Eva Lesmes, Más de mil cámaras velan por tu seguridad diretto da David Alonso e in El ciclo Dreyer diretto da Álvaro del Amo. In quest'ultimo mezzo, spiccano la sua partecipazione alle opere teatrali come Aspirina para dos, Los engranajes, Tierra de nadie, Hillbillie Wedding e Annie get your Gun, le ultime due in America del Nord. Ha anche girato cortometraggi come Naw above Alabama e Fuck you, mentre in Spagna ha partecipato a Deuce, Padre Martín e Cats.
Nel 2011 è entrato a far parte del cast della serie Fisica o chimica (Física o química), in cui ha dato vita al personaggio di Enrique, il nuovo direttore dello Zurbarán. Ha anche realizzato un cameo speciale in Cheers. Nel 2012 ha preso parte al cast della serie Imperium, mentre nel 2013 è entrato a far parte del cast della terza stagione della serie Gran Reserva. Nel 2014 ha partecipato ad un capitolo della serie Los misterios de Laura ed ha preso parte a diversi episodi della seconda stagione della serie Vive cantando.
Dal 2015 al 2017 è stato scelto per interpretare il ruolo di Rodolfo Loygorri del Amo nella soap opera Sei sorelle (Seis hermanas). Nel 2017 ha ricoperto il ruolo del principe Juan Carlos nel film televisivo De la ley a la ley diretto da Sílvia Quer. L'anno successivo, nel 2018 ha interpretato il ruolo di Luis Figueroa in un episodio della miniserie Arde Madrid. Nel 2018 e nel 2019 è entrato a far parte del cast della soap opera Per sempre (Amar es para siempre). Nel 2022 ha interpretato il ruolo di Duarte nella serie Sequía. Nello stesso anno ha ricoperto il ruolo di Ramón Fernández nella serie Sagrada familia.

## Filmografia

### Cinema
- El palo, regia di Eva Lesmes (2001)
- Más de mil cámaras velan por tu seguridad, regia di David Alonso (2003)
- El último alquimista, regia di Nicolas Caicoya, Nicolás Caicoya Gallerand (2005)
- El ciclo Dreyer, regia di Álvaro del Amo (2006)
- Gala 20 aniversario, regia di Gloria Galiano (2010)

### Televisione
- Al salir de clase – serie TV, 335 episodi (2000-2001)
- El comisario – serie TV, 116 episodi (2002-2009)
- A tu lado – serie TV, 1 episodio (2005)
- Sin tetas no hay paraìso – serie TV, 11 episodi (2009)
- Gavilanes – serie TV, 26 episodi (2010-2011)
- Cheers – serie TV, 1 episodio (2011)
- Fisica o chimica (Física o química) – serie TV, 7 episodi (2011)
- Imperium – serie TV, 5 episodi (2012)
- Gran Reserva – serie TV, 3 episodi (2013)
- Los misterios de Laura – serie TV, 1 episodio (2013)
- Vive cantando – serie TV, 4 episodi (2014)
- Sei sorelle (Seis hermanas) – soap opera (2015-2017)
- De la ley a la ley, regia di Sílvia Quer – film TV (2017)
- Arde Madrid – miniserie TV, 1 episodio (2018)
- Per sempre (Amar es para siempre) – soap opera, 31 episodi (2018-2019)
- Sequía – serie TV, 8 episodi (2022)
- Sagrada familia – serie TV, 1 episodio (2022)

### Cortometraggi
- Gatos, regia di Toni Bestard, Adán Martín (2002)
- A golpe de tacón, regia di Amanda Castro (2007)
- Paco, regia di Jorge Roelas (2009)
- Un encuentro, regia di Miguel Berzal de Miguel (2015)
- El regalo del Día de la Madre, regia di Inés de León (2016)
- Priman los besos, regia di Luis Sánchez-Polack (2018)

## Teatro
- Hillbillie wedding
- Aspirina para dos
- Annie get your gun
- Los engranajes
- Tierra de nadie

## Programmi televisivi
- Pasapalabra (2003-2015)
- Premios Principales 2009 (2009)

## Doppiatori italiani
Nelle versioni in italiano dei suoi film e delle sue serie TV, Fernando Andina è stato doppiato da:
- Gianluca Cortesi[12] in Sei sorelle[13]

## Riconoscimenti
- Madrid International Film Festival
  - 2016: Vincitore come Miglior attore non protagonista per Un encuentro